# Institut supérieur d'histoire du mouvement national
L'Institut supérieur d'histoire du mouvement national (arabe : المعهد العالي لتاريخ الحركة الوطنية) ou ISHMN est un institut tunisien destiné à promouvoir l'enseignement et la recherche sur l'histoire du mouvement national tunisien. Fondé par la loi n°89-89 du 6 novembre 1989, son organisation est explicitée par le décret n°90-633 du 16 avril 1990.
Il est affilié à l'université de La Manouba et relève du ministère de l'Enseignement supérieur et de la Recherche scientifique.
Outre des monographies, l'ISHMN publie une revue annuelle intitulée Rawafid.

## Direction
- Ammar Mahjoubi (1990-1996)
- Noureddine Dougui (1996-1999)
- Mohamed El Aziz Ben Achour
- Abdesslem Ben Hamida (2008-2011)
- Faouzi Mahfoudh (2011-2017)